# Тотальна мультиплікація
Тотальна (повна) мультиплікація — візуальний прийом в мальованій мультиплікації, який полягає в тому, що в ході сцени змінюються малюнки не тільки персонажів, але й заднього плану (тла). Цей досить витратний прийом дозволяє передати будь-які рухи уявної камери, через яку дивиться глядач. В деяких випадках частину шарів не потрібно змінювати, а досить рухати або обертати (наприклад, небо). Окрему складність представляє розміщення персонажів у кадрі, оскільки при русі камери точки простору переміщуються в кадрі за складними законами. Тому на етапі розкадрування персонажів для отримання їхнього правдоподібного розміщення, ракурсу і масштабу, вимагається розкадрований задній план, або персонажі не повинні переміщатися по кадру, або повинні малюватися разом з заднім планом, або не повинні торкатися поверхні.
Тотальну анімацію, використовували на анімаційній студії Київнаукфільм (пізніше Укранімафільм) під час створення таких анімаційних мультфільмів як «Острів скарбів», «Пригоди капітана Врунгеля», «Безтолковий вомбат» та інших.